# Super Wings, paré au décollage !
 (novembre 2021).
Super Wings, paré au décollage ! (coréen : 출동! 슈퍼윙스 ; chinois : 超级飞侠) est une série télévisée d'animation s'adressant aux enfants de 2 à 5 ans, co-produite par FunnyFlux Entertainment en Corée du Sud, Qianqi Animation en République populaire de Chine, et Little Airplane Productions aux États-Unis. Elle est diffusée depuis le 1er janvier 2014.
En France, elle est diffusée sur Gulli, TFX et Piwi+, et au Québec depuis le 9 avril 2016 sur ICI Radio-Canada Télé.

## Synopsis
Jett n'est pas un avion comme les autres. En effet, il fait partie d'une bande de super-héros, les Super Wings. Il parvient à se transformer en super-héros avec son équipe pour venir à la rescousse de personnes de tous âges ayant besoin d'aide.

## Fiche technique
Sauf indication contraire, les informations mentionnées dans cette section peuvent être confirmées par la base de données cinématographiques IMDb,  présente dans la section « Liens externes ».
- Titre original : coréen : 출동! 슈퍼윙스 ; chinois : 超级飞侠 ; Super Wings (États-Unis)
- Titre français : Super Wings, paré au décollage !
- Création : Gil Hoon Jung
- Réalisation : Jin Yong Kim
- Scénario : Anne D. Bernstein, Young Woo Kim, Jung Jin Hong et Pammy Salmon
- Direction artistique : Su Kyung Ha
- Décors : Young Sang Hwang
- Musique : Seung-Hyuk Kang
- Casting : Benjie Randall
- Production : Seong Su Kim, Nae Young Kwak, Yong Jun Lee, Doo Ri Park, Fred Weinberg (en), Do Uk Kim, Jung Jin Hong
  - Production déléguée : Young Hong Jeong, Jisoo Han, Sang Ho Han, Chan Kyung Jung, Ray Wang et Josh Selig
- Sociétés de production : FunnyFlux Entertainment, Alpha Group Co., Ltd. (en) et Little Airplane Productions (en)
- Sociétés de distribution : Alpha Group Co., Ltd. (Chine continentale, Moyen-Orient), CJ E&M (international)
- Pays d'origine :  Corée du Sud,  Chine,  États-Unis
- Langue originale : -
- Genre : série d'animation
- Durée : 12 minutes

## Distribution

### Voix françaises
- Marie Van Ermengem : Jett
- Tony Beck : Jimbo
- Élisabeth Guinand : Dizzy
- Mélanie Dermont : Donnie
- Émilie Guillaume : Jerome
- Patrick Donnay : Grand-père Albert
- Esther Aflalo : Mira
- Franck Dacquin : Paul
- Grégory Praet : Bello

## Personnages
- Si vous ne connaissez pas le sujet, laissez ce bandeau (vous pouvez alors contacter les auteurs).
- Si vous supprimez le contenu mis en cause (vous pouvez préalablement contacter les auteurs),

argumentez précisément cette suppression dans la page de discussion
(un manque de référence n'est pas un argument ; une recherche réelle de référence doit avoir été effectuée, être formellement documentée).
- Jett (coréen : 호기 ; chinois : 乐迪) : le personnage principal, un avion à réaction mâle rouge et blanc. Sa tâche est de livrer des colis aux enfants du monde entier. Jett est l'avion le plus rapide du monde! Il est plein d'énergie et de confiance. Jett est très sympathique avec tout le monde à l'aéroport international. Il aime faire le tour du monde pour accomplir ses missions. Chaque fois qu'il a un problème, ce qui est souvent dû au fait que Jett est incompétent, il appelle les Super Wings et un de ses amis lui vient en aide! La puissance originale de Jett était uniquement le Turbo Jett, bien qu'au fur et à mesure que le dessin animé progressait, il devenait capable de s'adapter à n'importe quel situation, gagnant également en compétences. Dans la saison 5, Jett a un nouveau petit compagnon: Mini Jett.
- Donnie (coréen : 도니 ; chinois : 多多) : un avion jaune et bleu mâle. Sa spécialité est de fabriquer ou de réparer des objets à l'aide de sa trousse à outils pratique.Donnie est un excellent ingénieur et il rencontre toujours les possibilités de l'infini dans les meilleures conditions. Il est un bon partenaire digne de confiance avec une boîte à outils puissante qui aide toujours les autres Super Wings aux moments critiques. Bien que Donnie soit intelligent, il aime toujours faire des choses qui font rire et pleurer les gens. Dans la saison 3, il devient le chef des Bricolos (qui est formé par lui et ses deux frères et sœurs, Betty (une bétonnière) et Scoop (une pelleteuse). Dans la saison 5, il a un nouveau petit compagnon: Mini Donnie.
- Dizzy (coréen : 아리 ; chinois : 小爱) : un hélicoptère femelle rose et blanc. Sa tâche principale est de secourir les personnes qui ont besoin de son aide. Dizzy est un hélicoptère de sauvetage rose avec des cordes de sauvetage et un équipement d'urgence. Tant que Jett est dans une situation critique et a besoin d'aide, Dizzy sera immédiatement là car ce sont les meilleurs partenaires! Dans la saison 3, elle est la chef des Amis secouristes. Dans la saison 5, Dizzy a une nouvelle copine: Mini Dizzy.
- Jérôme (anglais : Jerome ; coréen : 재롬 ; chinois : 酷飞) : avion de chasse bleu. Il pense être meilleur que les autres Super Wings pour accomplir leurs missions.
- Paul (coréen : 봉반장 ; chinois : 包警长) : un avion de police bleu et blanc. L'une de ses tâches consiste à garder l'aéroport international la nuit. Parfois, il aide Jett et d'autres en utilisant ses compétences de contrôle de la circulation et de détective dans certaines situations. Paul était à l'origine strict mais amusant, mais au fur et à mesure que le dessin animé progressait, il se relâcha et remplaça Jérôme en tant qu'expert de la danse des Super Wings. Dans la saison 3, il est le chef de la Patrouille de police. Paul a dans la saison 5 un Super compagnon: Mini Paul.
- Grand-Père Albert (coréen : 다알지 할아버지 ; chinois : 胡须爷爷) : avion à la retraite jaune bi-plan avec une hélice avant. Il remonte le moral de Jett lorsque c'est nécessaire et lui donne des conseils sur certaines tâches. Il a aussi une malle pleine d'éléments recueillis au fil du temps comme un aventurier.
- Mira (coréen : 미나 ; chinois : 小青) : avion vert à réaction. Elle est le seul membre des Super Wings qui aime l'eau et qui peut respirer sous l'eau sans équipement de plongée.
- Bello (coréen : 주주 ; chinois : 卡文) : avion safari noir et blanc avec une hélice. Il est capable d'échanger avec les différents animaux dans leur langue.
- Jimbo (coréen : 코보 ; chinois : 金宝) : le principal contrôleur aérien et le seul homme qui travaille au Monde de l'Aéroport.
- Sky : La nièce de Jimbo gère le superboost et les missions des différents superwings.
- Storm : Le partenaire de Sky et l'ingérnieur en chef des superwings.
- Roy (chinois : 皮皮) : Bagage remorqueur. Il essaye de voler comme les Wings. Cependant, il fait souvent tomber des objets sur le tarmac dans sa précipitation. Il a un frère jumeau nommé Ray.
- Big Wing : c'est un avion de passagers bleu et blanc avec une bande jaune. C'est le plus grand membre des Super Wings. Il est le seul membre qui ne se transforme pas en mode robot.

## Épisodes

### Saison 1 (2013-2014)
1. Un cerf-volant pour deux (The Right Kite) 5 octobre 2013
2. Ombres chinoises (Shadow Play) 12 octobre 2013
3. Et vogue la gondole ! (Great Gondolas) 19 octobre 2013
4. A l'ombre des cocotiers (Aloha Adventure) 26 octobre 2013
5. Les petits chiens de son altesse (Puppies for a Princess) 3 novembre 2013
6. Glissades au Sahara (Sahara Sled) 10 novembre 2013
7. Lumière, moteur, action ! (Lights, Camera, Action!) 17 novembre 2013
8. La cornemuse enchantée (Bubble Trouble) 24 novembre 2013
9. Une championne au grand cœur (Race Against Time) 2 décembre 2013
10. La yourte aux étoiles (Mongolian Stars) 9 décembre 2013
11. Sur un air de samba (Samba Spectacular) 16 décembre 2013
12. Les aventuriers de la statuette cachée (The Pyramid Kid) 23 décembre 2013
13. Les jambes en coton (Cold Feet) 30 décembre 2013
14. Congas au Congo (Gorilla Band) 6 janvier 2014
15. Quel cirque ! (Balancing Act) 13 janvier 2014
16. Origami en folie (Paper Rangers) 20 janvier 2014
17. Le courage des Vikings (Viking Voyage) 27 janvier 2014
18. La course polaire (Arctic Run) 4 février 2014
19. Une recette 3 étoiles (A Winning Recipe) 11 février 2014
20. A la poursuite du fantôme (Follow That Ghost) 18 février 2014
21. Pop star (Pop Star) 25 février 2014
22. Le petit oiseau va sortir (Feathered Friends) 3 mars 2014
23. A vos pinceaux ! (Paint Pals) 10 mars 2014
24. Deux frères, deux fêtes ! (Fiesta! Fiesta!) 17 mars 2014
25. Il faut sauver Bonino ! (Boonying's Bath) 24 mars 2014
26. Une journée bien remplie (Family Time) 31 mars 2014

### Saison 2 (2014-2015)
1. Kung-fu à Hong Kong (It Came From Hong Kong) 4 août 2014
2. A la recherche du yéti (Yeti Quest) 11 août 2014
3. Comme un cochon dans l'eau (Swimming Pigs) 18 août 2014
4. Gonflé à bloc ! (The Great Inflate) 25 août 2014
5. Tango sportif (Team Tango) 1er septembre 2014
6. Le sommet de l'iceberg (Tip Of The Iceberg) 8 septembre 2014
7. Sauvetage en montagne (Alp Help) 15 septembre 2014
8. Le dessin géant (Think Big) 22 septembre 2014
9. Pagaille à Dubaï (Dubai Fly By) 2 octobre 2014
10. Le concours de robots (The Jeju 9 octobre 2014 Giant)
11. Panda en cavale (Panda-Monium) 16 octobre 2014
12. Le grand petit bonhomme (The Large Little Laddie) 23 octobre 2014
13. Drôles de trolls (Tricky Trolls) 3 novembre 2014
14. Un dino magnet (Magno Dino) 10 novembre 2014
15. Cap sur la Préhistoire 1re partie 17 novembre 2014 (Trip to Times Past)
16. Cap sur la Préhistoire 2e partie (Trip to Times Past) 24 novembre 2014
17. Monstres et fantômes (House of Ghoulies) 6 décembre 2014
18. Détective Archie (Junior Detectives) 13 décembre 2014
19. Le baseball, c'est géant ! (Home Run Julio) 20 décembre 2014
20. La gaufre la plus grande du monde (Waffle Mix-Up) 27 décembre 2014
21. L'express du Far West (The Super Seven) 4 janvier 2015
22. Dans le ventre de la baleine (Whale Tale) 11 janvier 2015
23. Le triangle des Bermudes 1ère partie (The Bermuda Blunder) 18 janvier 2015
24. Le triangle des Bermudes 2ème partie (The Bermuda Blunder) 25 janvier 2015
25. Le concours de rigolade (Laugh, Prince, Laugh) 1er février 2015
26. Musique, maestro ! (Piano Panic) 8 février 2015

### Saison 3:Esprit d'équipe(2018-2019)
1. A la recherche du poulain (Wild Horse Heroes)
2. La cabane dans les arbres (Treehouse Trouble)
3. Le voyage sur la lune (Baursaki Blast-Off)
4. Voltige sous-marine (Lost In the Everglades)
5. L'affaire de la valise perdue (The Case of the Lost Suitcase)
6. La source chaude (Hot Spring Helpers)
7. Une petite bête pas très nette (Webcaster Disaster)
8. Mission sous-marine aux Philippines (Fun in the Philippines)
9. Canards en cavale (Duck Drama)
10. Des hauts et des bas (Ups and Downs)
11. Un match cosmique (Cosmic Slam Dunk)
12. Le cours de surf (Shark Surf Surprise)
13. La grosse bêbête 1ère partie (Big Bug Problem)
14. La grosse bêbête 2ème partie (Big Bug Problem)
15. La ville souterraine (Underground City)
16. Voyage au pays des Fjords (Camp Fjord)
17. Panique au marché (Maeklong Market Madness)
18. Le gigantesque château de sable (Sandcastle Superstar)
19. Que le spectacle continue ! (The Show Must Go On)
20. L'arche de Baraka (Backpack for Baraka)
21. La tête dans les étoiles (Constellation Situation)
22. Le métro de Moscou (Moscow Metro)
23. Au son du violon (Margaret Island Menagerie)
24. Un burger qui fait fureur (Food Truck Ruckus)
25. A la recherche du livre perdu (Olivia the Brave)
26. Cap sur le Cap (Seeing the Light)
27. Interdit aux toutous (Puppies at the Ball)
28. Un animal mystérieux (Manta Ray)
29. Mirage au Sahara (Missing in Morocco)
30. Soirée pyjama (Pajama Party)
31. Une équipe du tonnerre 1ère partie (Abu Dhabi Thunder)
32. Une équipe du tonnerre 2ème partie (Abu Dhabi Thunder)
33. Le vétérinaire de la savane (The Good Doctor)
34. Les fondus du ménage (Big Swiss Clean Up)
35. Mariage sous-marin (Mykonos Marriage Magic)
36. Délice Québécois (Maple Syrup Surprise)
37. Superwings contre Superdrones (Send in the Drones)
38. Les amies interplanétaires (Eye on the Sky)
39. Une guitare, ça se mérite ! (A Bueno Burrito)
40. La récolte des kiwis (Kiwifruit Catastrophe)

### Saison 4:Activez le superboost!(2019-2020)
1. Pagaille chez les alpagas (Fuzzy Alpaca Furballs)
2. La fête des lumières (Guangzhou Lightshow)
3. Une voiture sur mesure (Car Factory Chaos)
4. Le petit train de Kimba (Chimpanzee Choo Choo)
5. La princesse des neiges (The Snow Princess)
6. Une course épicée (Pig Out)
7. La baguette à bulles (Don't Burst My Bubble)
8. Une rose au goût de miel (Bulgarian Bee Buzz)
9. La fête de la boue (The Muddier The Merrier)
10. Les œufs surprise (Noah's Dinosaur Eggs)
11. A la recherche d'un ovni (Where Do You Go Fort A UFO?)
12. Le marché flottant (Floating Fruit Fun)
13. Le mystère de la maison de poupée (Doll Daze)
14. Les statues volantes (Moai Fly By)
15. Maximaille : Maxi Match (Tractor Triumph)
16. Mission dépollution (Pacific Rim Roundup)
17. Les marionnettes de papier (Paper Rangers Puppetry)
18. Les as du sable (Mongolian Wheels)
19. Super sauvetage en montagne 1ère partie (Save World Aircraft)
20. Super sauvetage en montagne 2ème partie (Save World Aircraft)
21. Le drone peintre (Mural Mayhem)
22. Le défilé des contes de fées (Fairy Tale Fracas)
23. Le héros masqué (The Missing Chapter)
24. La plus vielle horloge du monde (Czech Clock Commotion)
25. Le train volant (Balloon Train)
26. Dauphins en détresse (Dolphin Dilemma)
27. Trouille et citrouille (Halloween Havoc)
28. Le sceptre des pharaons (Day at the Museum)
29. Le combat des légendes (Holo Heroes)
30. La super baguette magique (The Wild Wizard Wand)
31. Mission collection 1ère partie (A Rockin' Space Mission)
32. Mission collection 2ème partie (A Rockin' Space Mission)
33. Les aventuriers de l'Amazone (Amazon Adventure)
34. Le Nouvel An chinois (Happy New Year Adventure)
35. Une aire de jeu au Groenland (Greenland Polar Playground)
36. Oh hé matelots (Bottle Boat Bon Voyage)
37. La balançoire (King Tan)
38. Voyage magique au Mexique (Mexican Meow Mission)
39. Le cricket, c'est chouette ! (Cricket Boat and Bowl)
40. Drôle de barbe à papa (Cotton Candy Catastrophe)

### Saison 5:Et les Super Minis(2020-)
1. La fête des Superwings (Super Wings Day)
2. Le sauvetage des papillons (Butterfly Rescue)
3. Le concours de spaghettis (Pisa Pasta Panic)
4. Le tournoi de toupies (Spinning Tops)
5. Un tigre à livrer (Baby Tiger Delivery)
6. La voiture volante (Geneva Car show chaos)
7. Un concert pas comme les autres (A Very Special Concert)
8. Un pilote de haut vol (Airport Museum Adventure)
9. Sortie de route (Swedish Snowstorm Sleepover)
10. Au secours de la super lune 1ère partie (Super Moon Super Save)
11. Au secours de la super lune 2ème partie (Super Moon Super Save)
12. La ville disparue (The Case of the Missing Town)
13. La chasse aux truffes (Digging for Truffles)
14. Au pays des Elfes (Rock'n Troll)
15. Le grand nettoyage (Super Pets Sweep Up Surprise)
16. Le rallye des Grandes Dunes (The Great Desert Dash)
17. Le safari spécial insectes (Little Bug, Big Troubles)
18. Au pays de rêves (Lost Toys in Dreamland)
19. Les Super Wings font le show (Broadcast Station Commotion)
20. La nouvelle voisine (My New Neighbor)
21. Theodore superstar (Alien Movie Stars)
22. La fête des couleurs (Flying Clouds of Colors)
23. Le spectacle de marionnettes (Puppet Problems in Pilsen)
24. La tirelire magique (Runaway Piggy Bank)
25. Le dragon porte-bonheur (The Rain Dragon)
26. Voyage au cœur de la neige (Newfoundland Snow Wonderland)
27. Les cartes d'anniversaire (Happy Birthday Fishies)
28. La fête des mères (Happy Mothers Day)
29. Le poisson requin (There's a Shark in my Water Park!)
30. Le hamster géant (Hamster Disaster)
31. La petite souris (Perez the Mouse)
32. Rockeurs de père en fils (Rock Spirit Family)
33. La rentrée des classes (Relay Delivery)
34. Voyage au pays des dinosaures 1ère partie (Jurassic Journey)
35. Voyage au pays des dinosaures 2ème partie (Jurassic Journey)
36. Peps le super chien (Happy the Super Pup)
37. Le jeu du tour du monde (Special Trip Around the World)
38. La cabane volante (The Flying Playhouse)
39. Le chapeau volant (Farm Friends Fetch)
40. Camping royal (Royal Puppy Campers)

### Saison 6:Et les Gardiens de la Planète(2021-)
1. Des vœux en or
2. Jett, laveur de voitures
3. Kimba le lionceau
4. La pastèque géante
5. Cuisine dans l'espace
6. L'apprentie pompier
7. Une tornade de tortues
8. La fête du citron
9. Pagaille sur les rails
10. Pyramides en péril
11. Le Super Wings Légendaire 1ère Partie
12. Le Super Wings Légendaire 2ème Partie
13. Le super assistant des Superwings
14. Pagaille dans les livraisons !
15. Retour à la préhistoire
16. Aider les éléphants
17. Le trésor du Prince
18. Recyclage sur plage
19. Les Olympiades Junior
20. Les lions de mer
21. Le Monstre de Singapour
22. Le village miniature
23. La pizza géante
24. En route pour la Chine
25. Une mission épicée
26. Escapade Gourmande
27. Les renards polaires
28. La policière débutante
29. La course sous l'eau
30. La chasse au trésor
31. Un match de foot étonnant
32. On a volé la Joconde
33. Un gros rhume
34. Le festival de montgolfières
35. Le guide de survie
36. La déesse de la lune
37. (titre inconnu)
38. Voyage dans l'espace (1ère partie)
39. Voyage dans l'espace (2ème partie)
40. (titre inconnu)

### Saison 7:Super Minis Évolution
1. Les pandas farceurs
2. Le sanctuaire des dauphins
3. Trois chiots à l'école
4. La piñata géante
5. L'autre tour de Pise
6. Le robot danseur
7. L'autruche géante
8. La bataille contre le Roi Délice
9. Le Sahara sous la neige
10. Le tapis volant
11. Youpi, un Yéti !
12. Un anniversaire cosmique
13. Pagaille à l'usine
14. Le lion et les puces
15. Le toboggan des hippos
16. Un mammouth en Sibérie
17. Le dino danois (partie 1)
18. Le dino danois (partie 2)
19. Panique à l'hôtel
20. Les chasseurs de comète
21. L'anniversaire de Jett
22. Le grand prix de Monza
23. Le voleur de jouets
24. L'araignée géante
25. Jett au ralenti
26. Cap sur Tahiti
27. Erreur de livraison
28. Les Superwings font leur cinéma
29. La maison volante
30. Le parc aquatique
31. L'école des sirènes
32. Le voyage dans le temps (1ère partie)
33. Le voyage dans le temps (2ème partie)
34. Le poisson volant
35. Jeju le géant
36. Aventure au Machu Picchu
37. L'escargot le plus rapide du monde
38. Dans la fourmilière
39. Le rocher sur le toit
40. Le festival des cerfs-volants

### Saison 8:Les héros électriques
1. Un tour de manège
2. Balade sur l'Amazone
3. Pep's le chiot géant
4. La plus grande baguette
5. Dans le monde des dinosaures
6. Le bus tout-terrain
7. La lampe merveilleuse
8. Le réveil du Sphinx
9. La danse du dragon
10. La concours de châteaux de sable
11. Les hamsters
12. La rentrée des classes
13. Des tulipes sur la lune
14. Le contrôle technique
15. Le faux Jett
16. Brio le dino
17. Pas de gaspillage !
18. Le match de foot
19. La libellulle géante
20. L'entraînement de cricket
21. Atterrissage d'urgence
22. Le festival de sculpture sur glace
23. Chevaliers et dragons
24. Le réveillon du Nouvel An (partie 1)
25. Le réveillon du Nouvel An (partie 2)
26. Les aurores boréales
27. Paré au décollage !
28. Alice au pays des Pixels
29. Un combat de géants
30. Les Astronautes Juniors en mission (partie 1)
31. Les Astronautes Juniors en mission (partie 2)
32. Le train le plus long du monde
33. Leçon de deltaplane
34. Une mission pour Sky et Storm
35. Les jeux dinolympiques
36. Les bébés de Nessie
37. Les Superwings se jettent à l'eau
38. Une expo à tout casser
39. Le robot infernal
40. Le disque d'or

### Saison 9:Super Combo
1. La chasse aux oeufs surprise
2. Safari au Sahara
3. Plongée sous-marine pour les Superwings
4. Voyage sur Mars
5. Domi à la rescousse
6. Le face à face des géants
7. L'avion le plus grand du monde
8. Retour dans le passé
9. Le plus beau métier
10. À la rencontre des Dinowings
11. Les précieuses graines
12. Le plus grand dinosaure du monde
13. Les invités invisibles
14. Deux petits fugitifs
15. Le monstre galactique (partie 1)
16. Le monstre galactique (partie 2)
17. Brochette géante
18. Une dino-livraison spéciale
19. Un grand bateau pour les dinos
20. À la rencontre du bébé dino
21. La partie de croquet
22. Un vélo sur la lune
23. À la recherche de l'oiseau-éléphant
24. Le défilé de marionnettes géantes
25. Feux d'artifice en folie
26. Les rois des océans
27. La course de traîneau
28. Pirates en vue !

## Production

### Diffusion
La saison 3 est diffusée à partir du 22 avril 2019, la saison 4 le 14 octobre 2019, la saison 5 le 2 novembre 2020 sur Tfou. La saison 6 est diffusée au cours de l'automne 2021. La saison 7 débute le 14 novembre 2022.